# Ферекидис, Николаос
 Николаос Ферекидис  (греч.  Νικόλαος Φερεκείδης  Неаполь, 1862 — Афины, 1929) — греческий художник конца 19-го — начала 20-го веков. Представитель Мюнхенской школы греческой живописи.

## Биография

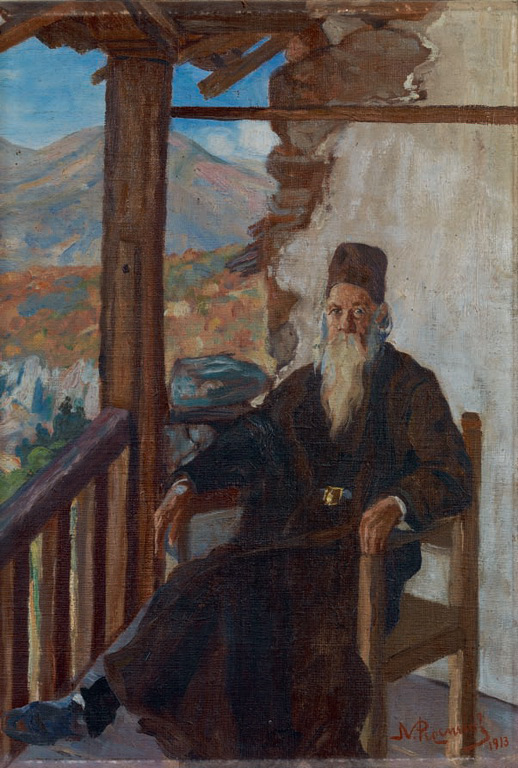
«Монах (1913) „.

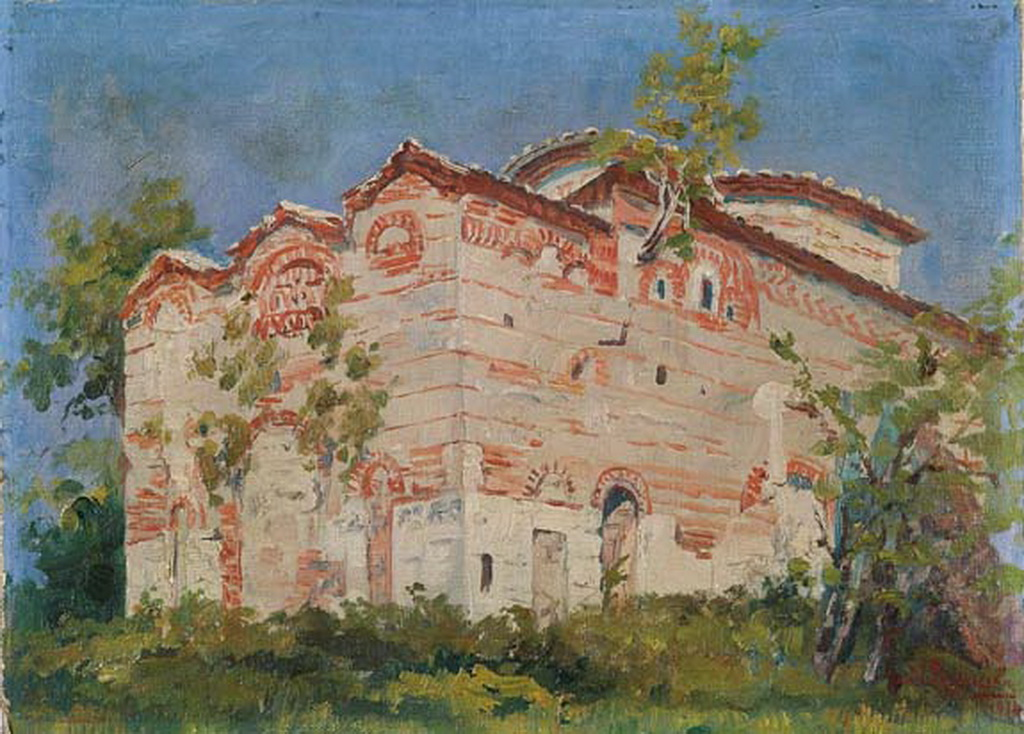
“ Византийская церковь» (1917).

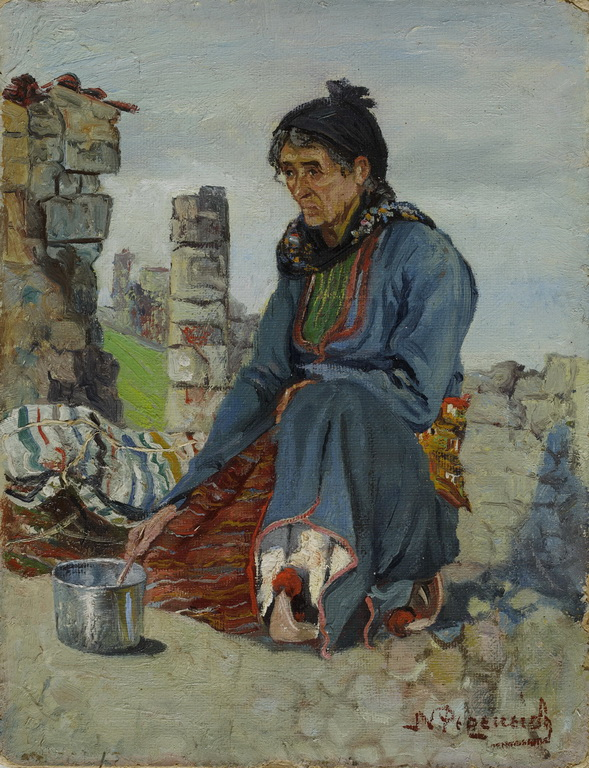
" После катастрофы (1912—1913) «.

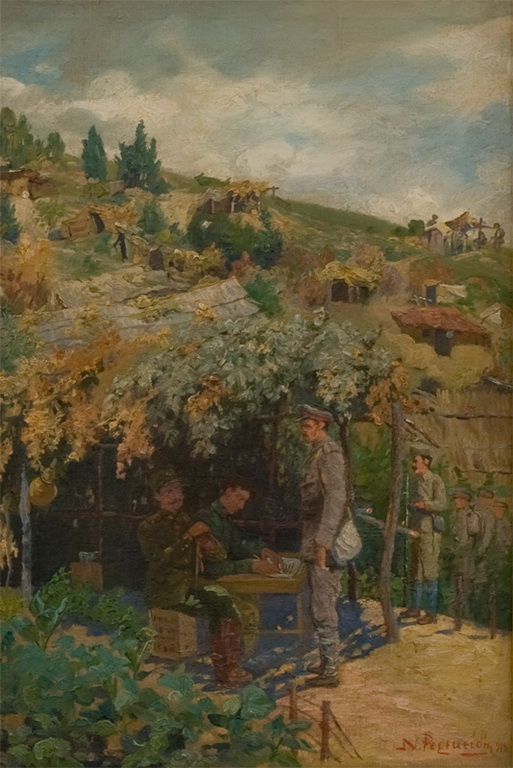
» Сцена с фронта (1912—1913) ".

Николаос Ферекидис родился в Неаполе в 1862 году.
Учитывая то, что Неаполей (греч.  Νεάπολις , Неаполис — Новгород) в географии греческого мира не так уж и мало, то утверждение профессора медицины Э.Ферекидиса о том, что художник родился в Неаполе Каппадокии, нынешнем турецком Невшехире, выглядит весьма правдоподобно. Но до окончательного разрешения вопроса, оставляем местом рождения Ферекидиса Неаполь, так как оно повторяется в биографиях художника по сегодняшний день.
Не располагаем информацией когда Ферекидис прибыл на территорию Греческого королевства.
В период 1888—1892 Ферекидис учился в Афинской школе изящных искусств.
В 1901 году по поручению президента Национального банка Греции художник уехал в Мюнхен, чтобы написать копии композиций Петер фон Гесса о прибытии в Навплион и Афины короля Оттона. Эти копии сегодня выставлены в центральном здании Банка.
Художник остался в Германии и продолжил учёбу в Мюнхенской академии художеств у Николаоса Гизиса. По окончании академии, Ферекидис остался работать в Мюнхене.
Художник вернулся в Грецию в 1909 году. Вместе со своим знакомым по Германии, архитектором Аристотелем Захосом, который не был согласен с тем, что баварский неоклассицизм и есть «эллинизм», Ферекидис обошёл всю Грецию, запечатлев на фотографиях, чертежах и картинах византийские и поствизантийские здания, а также строения народной архитектуры. Причём в картинах Ферекидиса этого периода, уже отчётливо видно влияние импрессионизма.
Тематика работ художника в Греции, в основном, — портреты и пейзажи.
Но чтобы заработать себе на жизнь, Ферекидис писал и копии византийских икон и расписывал церкви.
С началом Балканских войн художник последовал за армией и в период 1912—1913 написал ряд военных картин. По этой причине, Ферекидис часто упоминается как художник-баталист.
Греческая армия освободила в 1912 году столицу Македонии, город Фессалоники.
В последовавшем в 1917 году большом пожаре города пострадала и раннехристианская базилика св. Димитрия. В 1919 году Ферекидис поселился в Салониках, где оставался жить до 1922 года. По поручению реставраторов базилики Св. Димитрия художник исполнил ряд копий мозаик и росписей храма. Эти копии позже были приобретены Византийским музеем Афин.
Ферекидис умер в Афинах в 1929 году будучи охарактеризованным к тому времени как «художник греческого пейзажа».